# 漕泾镇
漕泾镇，是中华人民共和国上海市金山区下辖的一个乡镇级行政单位。面积44.92平方公里。户籍人口3.06万人（2008年）。

## 行政区划
漕泾镇下辖以下居委会及村委会：
花园社区、建龙社区、绿地社区、增丰村、东海村、营房村、沙积村、阮巷村、蒋庄村、护塘村、金光村、水库村、海渔村和海涯村。

## 交通
浦东铁路：漕泾站